# Salvador Sánchez Cerén
Salvador Sánchez Cerén, né le 18 juin 1944 à Quezaltepeque (département de La Libertad), est un enseignant et homme d'État salvadorien. Il est président de la république du Salvador du 1er juin 2014 au 1er juin 2019, après avoir été vice-président de 2009 à 2014. 

## Biographie
Issu d'une famille d'artisans, il fait des études à l'École normale de San Salvador pour devenir instituteur. En 1965, il est un des fondateurs de l'Andes (association nationale des enseignants salvadoriens). En 1970, il participe à la création des Forces populaires de libération (FPL), organisation armée de gauche salvadorienne.

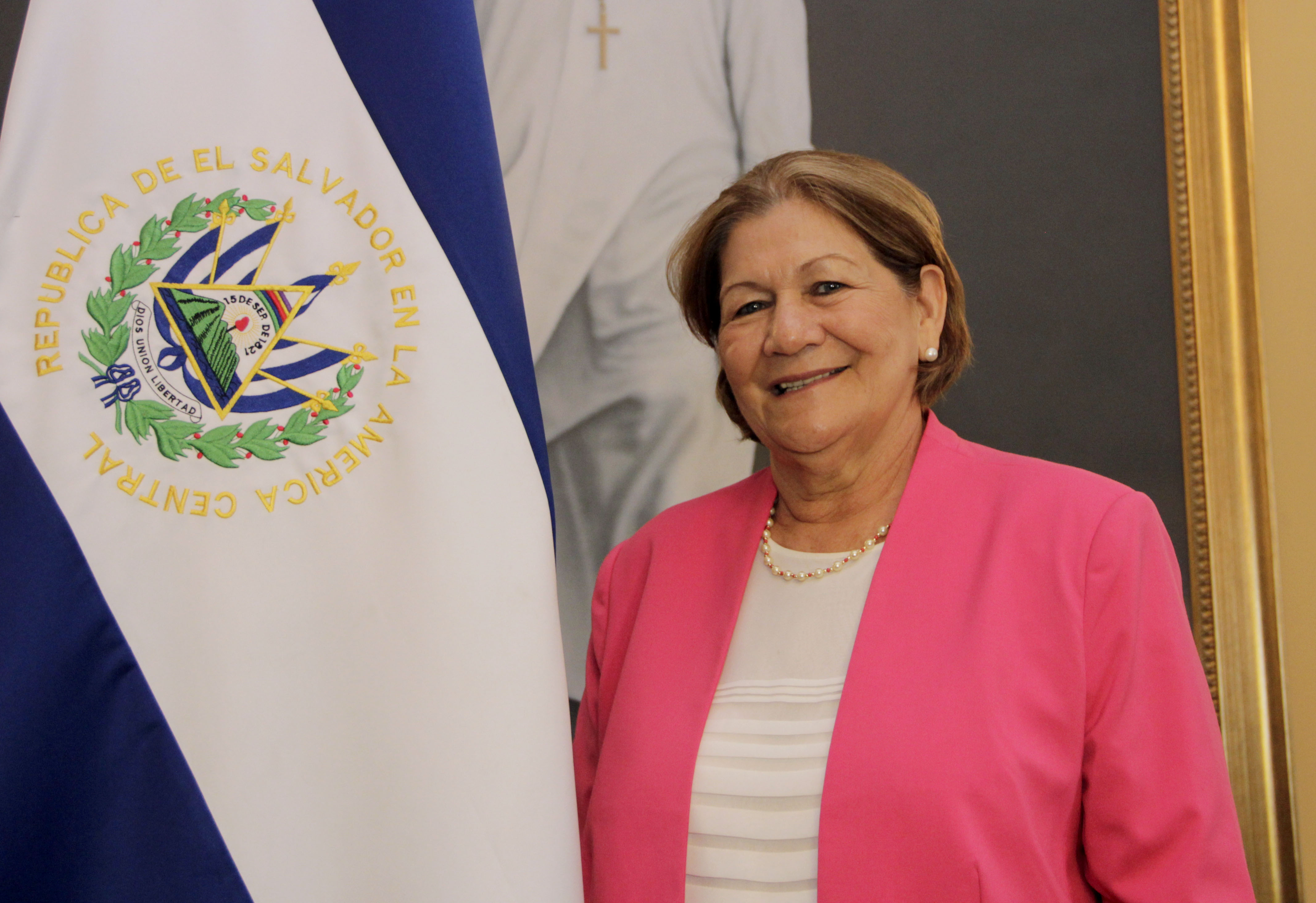
Margarita Villalta, son épouse.

En avril 1983, après l'assassinat de Mélida Anaya Montes et le suicide de Salvador Cayetano Carpio, dirigeants du FPL, il est élu secrétaire général du FPL et intègre la direction générale du Front Farabundo Martí de libération nationale (FMLN) qui rassemble les différentes organisations révolutionnaires. Entre 1990 et 1992, il participe aux négociations avec le gouvernement dans les accords de paix de Chapultepec. En 2000, il est élu député du FMLN à l'assemblée législative et réélu en 2003 et 2006. De juin 2006 à 2008 il succède à Schafik Handal comme leader du groupe FMLN à l'assemblée législative.
En 2007, il est choisi par la convention nationale du FMLN comme candidat à la vice-présidence de la République pour l'élection présidentielle de 2009, à laquelle il est élu comme colistier de Mauricio Funes, élu président. Il occupe dans le gouvernement le ministère de l'Éducation.

### Présidence
En 2014, il est candidat à l'élection présidentielle. Au 1er tour, le 2 février 2014, il obtient 48,93 % des suffrages face à son principal adversaire, Norman Quijano (candidat de l'Alliance républicaine nationaliste, droite), qui recueille 38,96 % des voix. Le tribunal électoral a annoncé, après le décompte total des voix et la vérification des procès verbaux du 2e tour du 9 mars 2014, la victoire de Sanchez Cerén. Il obtient 50,1 % des voix contre 49,9 % à Norman Quijano.
En avril 2017, le Salvador devient le premier pays au monde à interdire les mines de métaux sur son territoire, pour des raisons d’environnement et de santé publique. Le système de santé du pays tend à s’améliorer, avec notamment une baisse des taux de mortalité infantile et maternelle.
Depuis octobre 2016, son gouvernement et le FMLN défendent un projet de légalisation partielle de l’avortement (en cas de viol ou de danger pour la vie de la mère) mais sont en butte à l'opposition de droite qui bloque la réforme au Parlement. De même, l'opposition empêche en juillet 2017 un projet de modernisation du réseau routier, ce que ses partisans analysent comme une tentative de discréditer le FMLN en l’empêchant de gouverner. En 2017, son gouvernement modifie le code de la famille afin d'interdire les mariages d'enfants.
Il établit des relations diplomatiques avec la Chine en août 2018. Les États-Unis dénoncent une « interférence dans les affaires intérieures du continent américain » et annoncent une révision prochaine de leurs relations avec le Salvador.

### Après la présidence
En juillet 2021, le procureur général du Salvador ordonne l’arrestation de Salvador Sánchez Cerén dans le cadre d'une enquête pour corruption. Il pourrait selon des analystes s'agir d'un nouveau cas de « lawfare », le Salvador ayant subi un glissement autoritaire sous la présidence de Nayib Bukele. Il obtient du Nicaragua, pays dans lequel il réside, la citoyenneté.